# Беверлі-Гіллс (Мічиган)
Беверлі-Гіллс (англ. Beverly Hills) — селище (англ. village) в США, в окрузі Окленд штату Мічиган. Населення — 10 584 особи (2020).

## Географія
Беверлі-Гіллс розташоване за координатами 42°31′21″ пн. ш. 83°14′25″ зх. д. / 42.52250° пн. ш. 83.24028° зх. д. (42.522543, -83.240340).  За даними Бюро перепису населення США в 2010 році селище мало площу 10,40 км², з яких 10,36 км² — суходіл та 0,04 км² — водойми.

## Демографія
Згідно з переписом 2010 року, у селищі мешкало 10 267 осіб у 4038 домогосподарствах у складі 2888 родин. Густота населення становила 987 осіб/км².  Було 4212 помешкання (405/км²).
Расовий склад населення:
| - 89,2 % — білих - 6,6 % — чорних або афроамериканців - 2,0 % — азіатів - 0,2 % — корінних американців |

До двох чи більше рас належало 1,6 %. Частка іспаномовних становила 1,7 % від усіх жителів.
За віковим діапазоном населення розподілялося таким чином: 25,1 % — особи молодші 18 років, 57,5 % — особи у віці 18—64 років, 17,4 % — особи у віці 65 років та старші. Медіана віку мешканця становила 44,7 року. На 100 осіб жіночої статі у селищі припадало 91,5 чоловіків;  на 100 жінок у віці від 18 років та старших — 86,8 чоловіків також старших 18 років.
Середній дохід на одне домашнє господарство  становив 137 247 доларів США (медіана — 106 161), а середній дохід на одну сім'ю — 158 546 доларів (медіана — 129 683). Медіана доходів становила 100 313 долари для чоловіків та 65 991 долар для жінок. За межею бідності перебувало 2,2 % осіб, у тому числі 0,7 % дітей у віці до 18 років та 2,0 % осіб у віці 65 років та старших.
Цивільне працевлаштоване населення становило 5251 осіб. Основні галузі зайнятості: освіта, охорона здоров'я та соціальна допомога — 24,0 %, виробництво — 19,2 %, науковці, спеціалісти, менеджери — 16,3 %.